# تورو تشيشيم
تورو تشيشيم (باليابانية: 千島 徹) (11 مايو 1981 في كاواغويه في اليابان – )؛ هو لاعب كرة قدم ياباني سابق كان يلعب كلاعب وسط.

## وصلات خارجية
- تورو تشيشيم على موقع رابطة كرة القدم اليابانية للمحترفين (اليابانية)
- تورو تشيشيم على موقع قاعدة بيانات كرة القدم.إي يو (الإنجليزية)
- تورو تشيشيم على موقع Soccerway.com (الإنجليزية)
- تورو تشيشيم على موقع عالم كرة القدم.نت (الإنجليزية)